# John Chadwick
John Chadwick (Londen, 21 mei 1920 – ?, 24 november 1998) was een Brits linguïst en klassieke geleerde.
Hij is vooral bekend vanwege zijn hulp bij het ontcijferen van Lineair B. Hij was professor aan de universiteit van Cambridge. Omdat hij een filoloog was kon hij Michael Ventris helpen met het vertalen van de Lineair B tabletten. Na de ontcijfering schreef hij het boek The decipherment of Linear B (1958), een verslag van de ontcijfering, dat drie jaar later in het Nederlands verscheen als De ontcijfering van Griekenlands oudste schrift (1961).

## Carrière
In 1950 publiceerde hij zijn eerste wetenschappelijke werk, een editie van The Medical Works of Hippocrates, dat hij samen met zijn neef, William Neville Mann, een vooraanstaande arts, had geschreven. Na het afronden van zijn studie trad hij in dienst bij het Oxford Latin Dictionary voordat hij in 1952 begon met een lezingstoel in de klassieke talen aan de Universiteit van Cambridge. In juli van dat jaar hoorde hij een radiouitzending van Michael Ventris over zijn werk met Linear B en bood hij zijn hulp aan als "slechts een filoloog". De mannen begonnen samen te werken aan de progressieve ontcijfering van Linear B, wat resulteerde in Documents in Mycenean Greek in 1956, na een controversieel eerste artikel drie jaar eerder. Chadwicks filologische ideeën werden toegepast op Ventris' initiële theorie dat Linear B een vroege vorm van Grieks was, in plaats van een andere mediterrane taal.